# ديفيد ليرنر
ديفيد ليرنر (بالإنجليزية: David Lerner)‏ هو كاتب ومؤلف وشاعر أمريكي، ولد في 23 نوفمبر 1951 في نيويورك في الولايات المتحدة، وتوفي في 1 يوليو 1997.